# Terøya
Terøya est une île dans le landskap Sunnhordland du comté de Vestland. Elle appartient administrativement à Kvinnherad.

## Géographie
Rocheuse et couverte d'arbres, elle s'étend sur environ 721 m de longueur pour une largeur approximative de 345 m. Elle compte quatre bâtiments et deux quais d'amarrage. 